# Lukuzaur
Lukuzaur (Lukousaurus) – rodzaj krokodylomorfa (Crocodylomorpha).
Jego nazwa oznacza „jaszczur z Lukou”
Żył na przełomie późnego triasu i wczesnej jury (ok. 209–190 mln lat temu) na terenach wschodniej Azji. Długość ciała ok. 2 m, wysokość ok. 80 cm, masa ok. 30 kg. Jego szczątki znaleziono w Chinach (w prowincji Junnan).
Opisany na podstawie trzech fragmentów czaszki. Był wczesnym teropodem. Różnie klasyfikowany – do celofyzoidów lub celurozaurów. Niektórzy nawet nie zaliczają go do dinozaurów, lecz do należącego do archozaurów kladu Crurotarsi.